# Henryk VIII Tudor
Henryk VIII (ur. 28 czerwca 1491 w Greenwich, zm. 28 stycznia 1547 w Londynie) – król Anglii (od 21 kwietnia 1509 do końca życia), lord Irlandii (1494–1542), król Irlandii (1542–1547), drugi monarcha z dynastii Tudorów (po swoim ojcu, Henryku VII). Doprowadził, w latach 20. i 30. XVI wieku, do rozłamu z Kościołem rzymskokatolickim oraz ustanowienia Kościoła anglikańskiego, niezależnego od papieża, ale podporządkowanego królowi Anglii; za jego panowania dokonano kasaty klasztorów. Znany jest także z faktu, iż sześciokrotnie zawierał związek małżeński, oraz z tego, że doprowadził do skazania na śmierć i egzekucji poprzez ścięcie dwóch swoich małżonek.
Znaczące akty prawne uchwalone za jego panowania:
- kilka ustaw rozdzielających Kościół anglikański od Kościoła katolickiego oraz ustanawiających Henryka VIII głową Kościoła anglikańskiego
- ustawy o unii 1536–1543 (łączące Anglię i Walię w jedno państwo)
- ustawa o sodomii (Buggery Act) 1533 – pierwsze angielskie prawo przeciw sodomii
- ustawa o czarach (Witchcraft Act) 1542 – karząca śmiercią za „wywoływanie lub wyczarowywanie złych duchów”

Henryk znany był jako nałogowy karciarz i gracz w kości. W młodości brylował w sporcie, zwłaszcza w tenisie, i lubił polowania. Był także utalentowanym muzykiem, kompozytorem i poetą; legenda przypisuje mu autorstwo popularnej piosenki „Greensleeves”. Za napisanie popularnego (około 20 wydań w Anglii i Europie) traktatu poddającego krytyce nauki Marcina Lutra (Assertio Septem Sacramentorum) w 1521 r. otrzymał od papieża tytuł „obrońcy wiary” (Fidei Defensor).
Za jego panowania wybudowano i uświetniono kilka budowli, takich jak kaplica King’s College, kościół Christ Church, Oxford, Pałac Hampton Court, Pałac Nonsuch oraz Opactwo Westminsterskie. Inwestował we flotę, zwiększył liczbę okrętów z 5 do 53 (w tym „Mary Rose”, której pozostałości znajdują się w Muzeum Morskim w Portsmouth).
W pierwszych miesiącach panowania Henryka VIII, z uwagi na niepełnoletniość monarchy, regencję sprawowała jego babka Małgorzata, hrabina Richmond i Derby. Od czerwca do października 1513 regentką, w imieniu przebywającego we Francji króla, była jego pierwsza żona Katarzyna Aragońska. Od maja do lipca 1520 obowiązki regenta pełnił Thomas Howard, książę Norfolk. Od lipca do września 1544 przebywającego we Francji monarchę zastępowała jego ostatnia żona Katarzyna Parr.

## Wczesne lata życia
Henryk urodził się w pałacu Placentia w Greenwich jako trzecie dziecko Henryka VII i Elżbiety York. Tylko 3 spośród 6 jego rodzeństwa – Artur (książę Walii), Małgorzata i Maria – dożyło dorosłości. Jego ojciec został królem drogą podboju, ale umocnił swoją pozycję poprzez małżeństwo z Elżbietą, siostrą Edwarda V. Już we wczesnym dzieciństwie Henryk otrzymał wiele tytułów szlacheckich (w 1493: konstabl zamku Dover, lord strażnik Pięciu Portów (Lord Warden of the Cinque Ports), w 1494 r.: książę Yorku, lord marszałek Anglii (Earl Marshal of England) i Lord namiestnik Irlandii (Lord Lieutenant of Ireland)).
W 1501 r. uczestniczył w ślubie swojego starszego brata Artura z Katarzyną Aragońską, mających wtedy odpowiednio 15 i 16 lat. Nowożeńcy wyjechali do Walii, jak było wtedy w zwyczaju dla następcy tronu i jego małżonki, ale Artur wkrótce zachorował i umarł. Wskutek tego, w wieku lat jedenastu, Henryk został prawowitym następcą tronu. Wkrótce potem ogłoszono go księciem Walii.

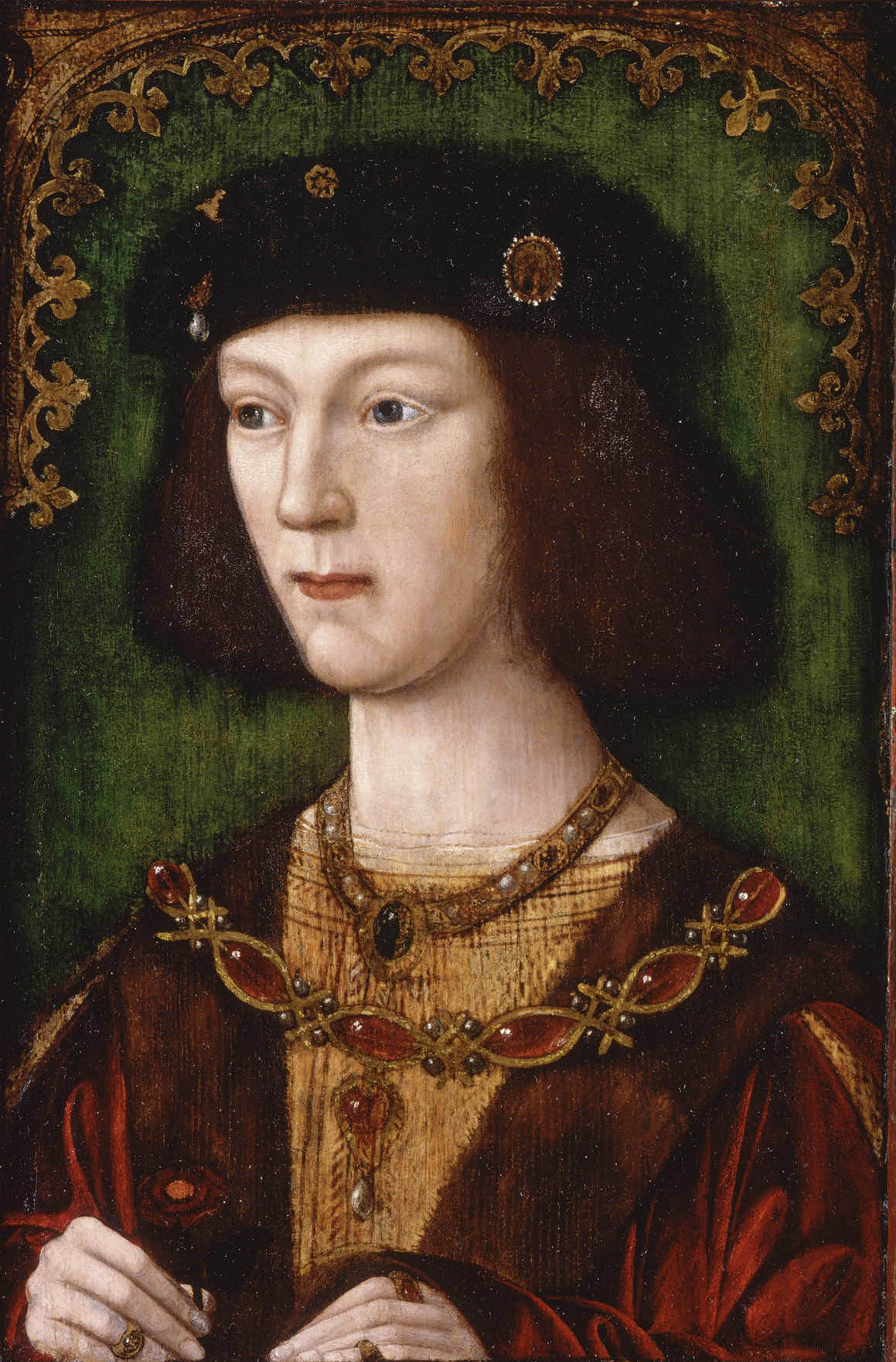
Młody Henryk VIII

Henryk VII wciąż pragnął podtrzymać związek matrymonialny między Anglią a Hiszpanią poprzez małżeństwo swego syna z Katarzyną. Jednak aby poślubić wdowę po bracie, książę Walii musiał najpierw otrzymać dyspensę od papieża. Katarzyna utrzymywała, że jej pierwsze małżeństwo nie zostało skonsumowane; gdyby mówiła prawdę, nie byłaby wymagana dyspensa. Mimo to zarówno strona angielska, jak i hiszpańska uznały konieczność jej uzyskania, aby oddalić wszelkie wątpliwości co do ważności małżeństwa. Ze względu na niecierpliwość królowej Izabeli, matki Katarzyny, papież pośpiesznie wydał bullę, w której udzielał dyspensy. I tak oto, 14 miesięcy po śmierci męża, Katarzyna zaręczyła się z księciem Walii. W 1505 roku Henryk VII stracił jednak zainteresowanie sojuszem z Hiszpanią i młody książę Walii został zmuszony do oświadczenia, że zaręczyny zorganizowano bez jego zgody.

## Wczesny okres panowania
Henryk wstąpił na tron w 1509 r, po śmierci ojca. Ferdynand II Aragoński, ojciec Katarzyny, naciskał na jej ślub z nowym królem, gdyż pragnął poprzez swoją córkę sprawować kontrolę nad Anglią. Także na prośbę umierającego ojca Henryka VII Tudora, Henryk poślubił Katarzynę około dziewięć tygodni po objęciu tronu, pomimo zastrzeżeń co do ważności małżeństwa wysuwanych przez papieża Juliusza II oraz arcybiskupa Canterbury, Williama Warhama. Oboje małżonkowie zostali koronowani w Opactwie Westminsterskim 24 czerwca 1509. Pierwsza ciąża królowej Katarzyny zakończyła się poronieniem w 1510. 1 stycznia 1511 urodziła syna Henryka; żył on jednak tylko do 22 lutego.
Zwłaszcza w początkach panowania Henryk unikał osobistego angażowania się w rządzenie i administrację. Przez dwa lata po objęciu tronu sprawy państwowe nadzorowali: Richard Fox, biskup Winchester i lord tajnej pieczęci, oraz William Warham. Począwszy od 1511 władzę przejął inny duchowny, Tomasz Wolsey. W 1511 Henryk przyłączył się do Ligi Świętej, grupy europejskich władców przeciwnych francuskiemu królowi Ludwikowi XII. Członkami Ligi byli między innymi papież Juliusz II, cesarz Maksymilian I oraz król Ferdynand II. Z tym ostatnim Henryk podpisał też układ westminsterski. Podczas inwazji na Francję przez kanał La Manche Henryk osobiście brał udział w oblężeniach i bitwach (zwycięstwo pod Guinegatte, zdobycie Tournai i Théouanne) razem z angielską armią.
W 1514 Ferdynand opuścił sojusz, a pozostałe strony zawarły pokój z Francją. Zatarg z Hiszpanią pociągnął za sobą dyskusję na temat rozwodu Henryka z Katarzyną. Jednak po objęciu tronu Francji przez króla Franciszka I w 1515, stosunki angielsko-francuskie znów stały się wrogie i Henryk pojednał się z Ferdynandem. W 1516 r. królowa Katarzyna urodziła dziewczynkę Marię, co obudziło w Henryku ponowną nadzieję na męskiego potomka, pomimo niepowodzeń wcześniejszych ciąż jego żony (jedno dziecko urodzone martwe, jedno poronienie i dwójka dzieci zmarłych w niemowlęctwie).
Ferdynand zmarł w 1516, a następcą został jego wnuk Karol – siostrzeniec królowej Katarzyny. W 1519, po śmierci Maksymiliana, Wolsey (wówczas kardynał) zaproponował w tajemnicy Henryka jako kandydata na cesarza, choć oficjalnie popierał Franciszka, króla Francji. Ostatecznie jednak elektorzy wybrali Karola. W późniejszej rywalizacji między Franciszkiem i Karolem Henryk został mediatorem między nimi, utrzymując równowagę władzy w Europie. Zarówno Franciszek, jak i Karol prosili Henryka o wsparcie – pierwszy w olśniewający i okazały sposób na Polu Złotogłowia, drugi bardziej uroczyście w Kent. Jednak po 1521 wpływ Anglii na sytuację w Europie zaczął słabnąć. Henryk wszedł w sojusz z Karolem V i Franciszek I szybko został pokonany. Zaufanie Karola do Henryka osłabło, podobnie jak władza Anglii w Europie.

## Wielka królewska sprawa

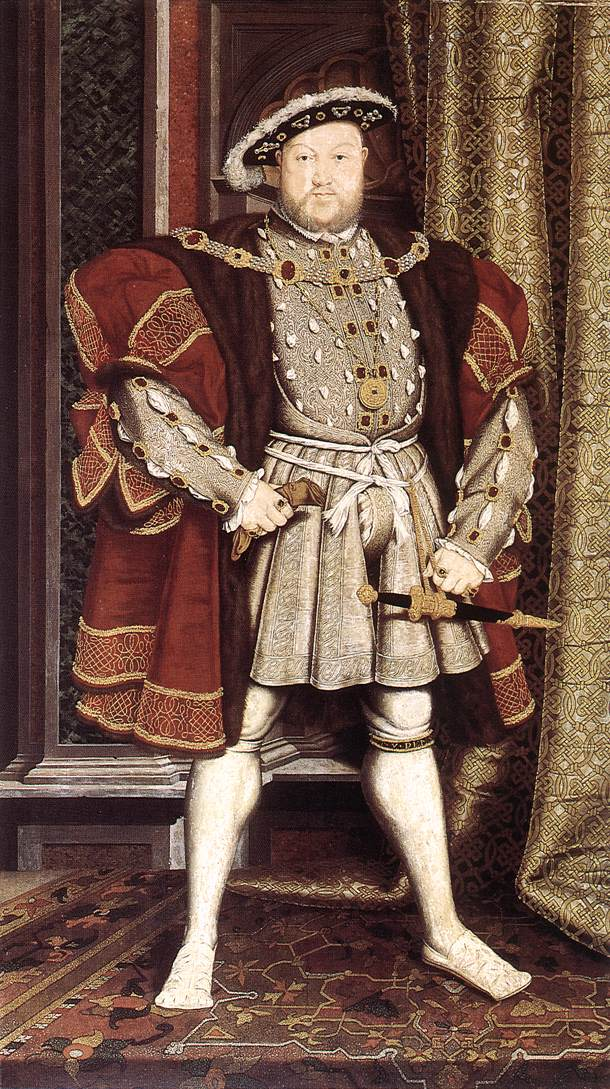

Objęcie tronu przez Henryka VIII było pierwszym od wielu lat pokojowym przejęciem władzy w Anglii; jednak prawa dynastii Tudorów do tronu wciąż mogły być kwestionowane. Anglicy nie żywili zaufania do rządzących kobiet, a ponadto korona w rękach kobiety niosła ze sobą ryzyko przejęcia kraju przez obce siły (poprzez małżeństwo), więc Henryk sądził, że jedynie męski potomek będzie mógł utrzymać tron. Mimo że królowa Katarzyna była w ciąży co najmniej 6 razy (ostatni w 1518), to tylko jedno dziecko, księżniczka Maria, przeżyło dzieciństwo. Henryk już wcześniej miał kochanki, w tym Marię Boleyn i Elżbietę Blount, z którą miał nieślubnego syna, Henryka FitzRoya. W 1526, kiedy jasne było, że królowa Katarzyna nie będzie mogła mieć więcej dzieci, Henryk związał się z siostrą Marii Boleyn, Anną. Tak więc pragnienie posiadania męskiego potomka, a nie Anna sama w sobie, było prawdopodobnie podstawowym powodem starań w kierunku pozbycia się królowej Katarzyny.
Długie i żmudne starania o zakończenie małżeństwa z królową Katarzyną nazwane zostały „królewską wielką sprawą”. Kardynał Wolsey i William Warham skrycie wszczęli dochodzenie na temat ważności małżeństwa. Królowa Katarzyna zeznała jednak, że jej małżeństwo z Arturem, księciem Walii, nigdy nie zostało skonsumowane, w związku z czym nic nie stało na przeszkodzie jej późniejszemu ślubowi z Henrykiem. Dochodzenie nie mogło być dalej prowadzone i zostało zarzucone.
Nie informując kardynała Wolseya, Henryk bezpośrednio zwrócił się do Stolicy Apostolskiej. Wysłał swojego sekretarza Williama Knighta do Rzymu, aby dowiódł, że bulla Juliusza II była uzyskana podstępem i w związku z tym nieważna. Ponadto poprosił on papieża Klemensa VII, aby udzielił dyspensy na małżeństwo z jakąkolwiek kobietą, nawet o pierwszym stopniu pokrewieństwa; taka dyspensa była konieczna dlatego, że wcześniej Henryk utrzymywał stosunki z siostrą Anny Boleyn, Marią. Knight zorientował się, że papież Klemens VII był praktycznie więźniem cesarza Karola V. Miał problem z uzyskaniem dostępu do papieża, a kiedy wreszcie udało mu się to, i tak niewiele osiągnął. Klemens VII nie zgodził się na anulowanie małżeństwa, ale udzielił upragnionej dyspensy, prawdopodobnie przypuszczając, że nie będzie ona miała znaczenia tak długo, jak Henryk pozostanie mężem Katarzyny.
Poinformowany o kłopotach króla, kardynał Wolsey wysłał do Rzymu Stephena Gardinera i Edwarda Foxa. Prawdopodobnie obawiając się siostrzeńca Katarzyny, Karola V, papież Klemens VII początkowo sprzeciwił się. Fox wrócił z upoważnieniem do rozpoczęcia postępowania, ale było ono praktycznie bez znaczenia wobec nałożonych ograniczeń. Gardiner starał się o „papieskie pełnomocnictwo”, które z góry określało kwestie prawne, a pozostawiało do ustalenia jedynie fakty. Klemens VII został zmuszony do zaakceptowania propozycji Gardinera i zezwolił kardynałom Wolseyowi i Lorenzo Campeggio na wspólne zbadanie sprawy. Jego papieskie pełnomocnictwo zostało wydane w tajemnicy; nie miało być nikomu pokazywane i zawsze pozostawać w posiadaniu kardynała Campeggio. Ustalono w nim już kwestie prawne: bulla papieska zezwalająca na małżeństwo Henryka i Katarzyny miała być uznana za nieważną, o ile przyczyny na które się w niej powoływano, były fałszywe. Przykładowo, bulla byłaby nieważna, gdyby fałszywie dowodziła, że małżeństwo to było bezwzględnie niezbędne do utrzymania sojuszu angielsko-hiszpańskiego.
Kardynał Campeggio przyjechał do Anglii w 1528. Postępowanie jednak zostało wstrzymane, kiedy Hiszpanie przedłożyli drugi dokument rzekomo udzielający koniecznej dyspensy. Utrzymywano, że kilka miesięcy przed udzieleniem dyspensy w oficjalnej bulli, papież Juliusz II sekretnie udzielił tejże w tajnym brewe wysłanym do Hiszpanii. Jednakże papieskie pełnomocnictwo wymieniało jedynie bullę; nie upoważniało kardynałów Wolseya i Campeggio do ustalania ważności brewe. Przez osiem miesięcy strony spierały się o autentyczność brewe. W międzyczasie królowa Katarzyna zwróciła się do swojego siostrzeńca, Karola V, który wywarł nacisk na papieża, aby odwołał kardynała Campeggio do Rzymu w 1529.
Rozgniewany na Wolseya za opóźnienie, Henryk pozbawił go majątku i władzy. Został on oskarżony o praemunire – podkopywanie autorytetu króla poprzez zgodę na reprezentowanie papieża – ale zmarł w drodze na rozprawę. Razem z odejściem kardynała Wolseya nastąpił upadek znaczenia także innych możnych duchownych w Anglii; świeccy objęli ważne urzędy takie jak lorda kanclerza czy lorda tajnej pieczęci, które wcześniej zwyczajowo przypadały członkom kleru.
Władza następnie przeszła w ręce Thomasa Cranmera (od 1532 arcybiskupa Canterbury) oraz Thomasa Cromwella (od 1533 kanclerza skarbu). 25 stycznia 1533 Cranmer uczestniczył w ślubie Henryka z Anną Boleyn. W maju Cranmer ogłosił ślub Henryka z Katarzyną nieważnym, a wkrótce potem potwierdził ważność ślubu z Anną. Księżniczka Maria została uznana za dziecko z nieprawego łoża i na miejscu ewentualnej dziedziczki tronu zastąpiła ją córka Anny, księżniczka Elżbieta. Katarzyna utraciła prawo do tytułu królowej i stała się księżną wdową Walii; Maria nie miała już tytułu księżniczki, a tylko lady. Księżna wdowa Walii zmarła na raka w 1536.

## Przewrót religijny

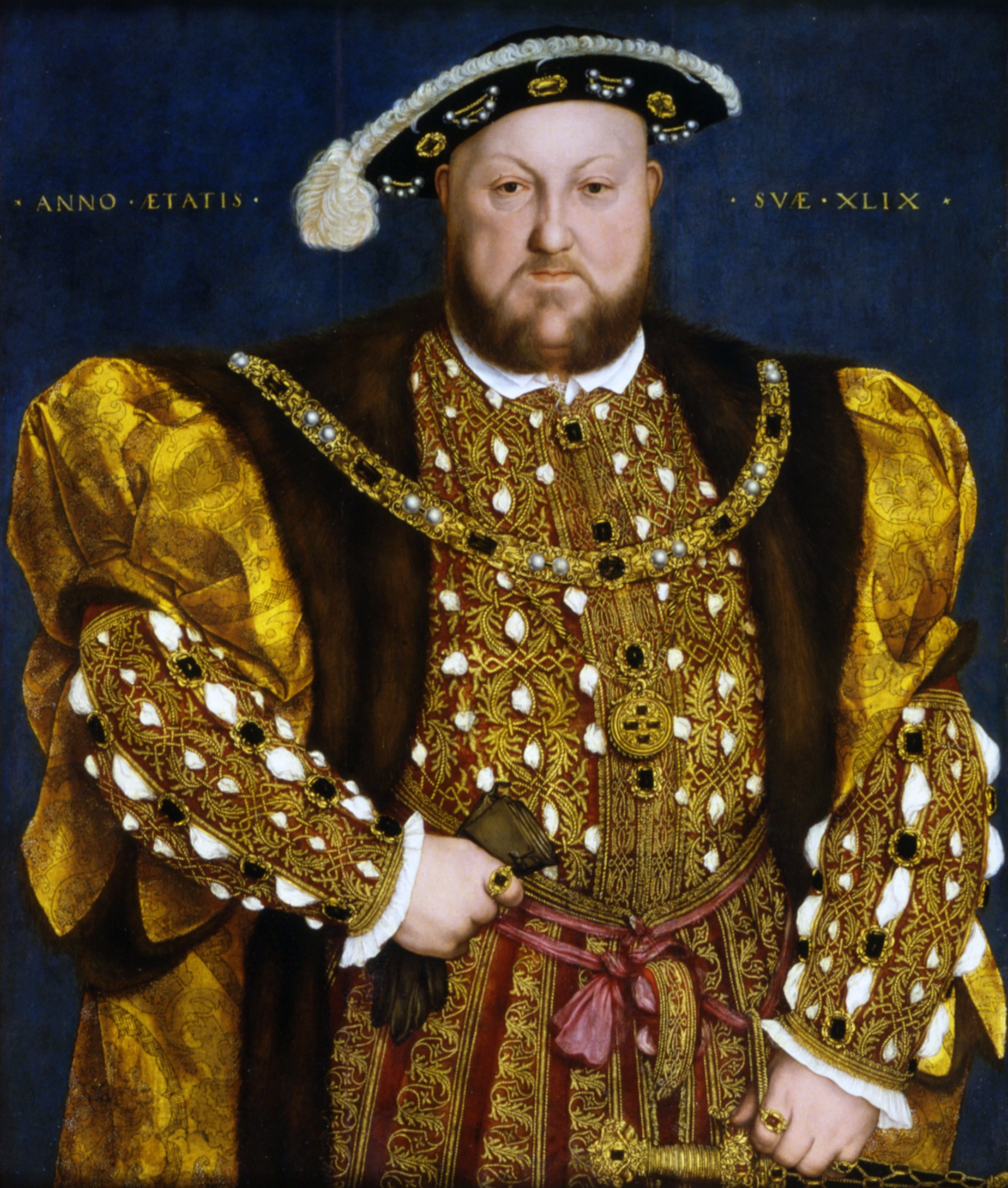

Papież odpowiedział na powyższe wydarzenia, ekskomunikując Henryka w lipcu 1533. Następstwem tego aktu było zerwanie Anglii z Rzymem, choć początkowo miało ono wymiar bardziej polityczny niż religijny. Ponaglony przez Tomasza Cromwella parlament uchwalił wiosną 1534 kilka ustaw, które przypieczętowały rozłam w Kościele. Ustawa o zakazie apelacji nie pozwalała angielskim sądom kościelnym na zwracanie się do papieża. Uniemożliwiała również Kościołowi uchwalanie jakichkolwiek przepisów bez zgody króla. Ustawa o stanowiskach kościelnych z 1534 wymagała, aby kler mianował biskupów wskazanych przez monarchę. Ustawa o zwierzchnictwie (tzw. Akt supremacji) z 1534 głosiła, że król jest „jedyną, najwyższą na ziemi głową Kościoła anglikańskiego”; ustawa o zdradzie z tego samego roku uznawała za najwyższą zdradę, karaną śmiercią, odmowę uznania króla za takową. Papież został pozbawiony źródeł dochodu, między innymi świętopietrza.
Odrzucając decyzje papieża, parlament zatwierdził małżeństwo Henryka i Anny poprzez wydanie Aktu sukcesji w 1534. Córka Katarzyny, księżniczka Maria, została uznana za dziecko z nieprawego łoża, a potomstwo Anny ogłoszono następcami tronu. Wszyscy dorośli mieli obowiązek zatwierdzić postanowienia ustaw; ci, którzy odmówili, podlegali karze dożywotniego więzienia. Wydawca lub drukarz jakiejkolwiek literatury podważającej ważność ślubu Henryka z Anną miał być automatycznie uznany za winnego zdrady i skazany na śmierć.
Przeciwnicy polityki religijnej Henryka byli mordowani (wśród nich kardynał św. Jan Fisher oraz królewski doradca Tomasz Morus, stracony za zdradę w 1535). Cromwell, dla którego utworzono stanowisko „wicekróla ds. duchowych”, był upoważniony do wizytowania klasztorów, pozornie w celu sprawdzania, czy wypełniają królewskie postanowienia, a w rzeczywistości aby opodatkować ich majątki. W 1536 uchwała parlamentu zezwoliła Henrykowi na konfiskatę dóbr pomniejszych klasztorów (tych, których roczny dochód nie przekraczał 200 funtów). Szacuje się, że za panowania Henryka VIII w Anglii zginęło około 500 katolików, w tym 2 kardynałów, 2 arcybiskupów, 18 biskupów, 13 opatów, bliżej nieokreślona liczba przeorów i zakonników.
W 1536 królowa Anna zaczęła popadać w niełaskę. Po urodzeniu księżniczki Elżbiety jeszcze dwukrotnie zaszła w ciążę, kończyły się one jednak poronieniem lub narodzinami martwego dziecka. Henryk VIII w tym czasie zaczął zwracać uwagę na inną damę dworu, Jane Seymour. Być może za namową Tomasza Cromwella, Henryk aresztował Annę pod zarzutami używania czarów w celu skłonienia go do małżeństwa, cudzołóstwa z pięcioma innymi mężczyznami, w tym kazirodczego związku z jej bratem George’em Boleyn, wicehrabią Rochford, działania na szkodę króla i spiskowania, aby go zabić – co równało się zdradzie (zarzuty były według wszelkiego prawdopodobieństwa sfabrykowane). Sądowi rozpatrującemu sprawę przewodniczył wuj Anny, Thomas Howard, 3. książę Norfolk. W maju 1536 sąd skazał Annę i jej brata na śmierć, przez spalenie na stosie lub ścięcie, zależnie od woli króla. Pozostali czterej mężczyźni, z którymi królowa była rzekomo związana, mieli zostać powieszeni, wleczeni za koniem i poćwiartowani. Lord Rochford został ścięty niedługo po zakończeniu rozprawy; pozostałym wplątanym w sprawę złagodzono wyroki, z powieszenia, wleczenia i ćwiartowania na ścięcie. Mimo że jej małżeństwo z Henrykiem zostało anulowane jeszcze przed egzekucją, nie wpłynęło to w żaden sposób na wydany już wyrok i Annę również ścięto.
Parę dni po egzekucji Anny Henryk poślubił Jane Seymour. Akt sukcesji z 1536 ogłaszał dzieci Henryka z królową Jane następcami tronu, a wyłączał lady Marię i lady Elżbietę jako nieprawowite potomstwo. Król zyskał możność dalszego określania następstwa tronu według swojej woli. Jane w 1537 urodziła syna, księcia Edwarda, jednak sama zmarła dwa tygodnie później.
Mniej więcej w tym samym czasie, co ślub z Jane Seymour, Henryk zatwierdził Akt unii (1536), który formalnie anektował Walię, jednocząc ją z Anglią. Akt ustanawiał język angielski jedynym oficjalnie używanym w Walii, narażając na trudności liczne osoby władające językiem walijskim.
Henryk kontynuował prześladowania przeciwników religijnych. W 1536 w północnej Anglii wybuchło powstanie znane jako „Pielgrzymka Łaski”. Aby uciszyć buntowniczych katolików, Henryk zezwolił parlamentowi na rozpatrzenie ich wniosków. Ponadto dał zgodę na generalną amnestię dla wszystkich w to zaangażowanych. Nie dotrzymał żadnej z obietnic i kolejne powstanie wybuchło w 1537. Przywódcy rebelii zostali skazani za zdradę i straceni. W 1538 usankcjonował niszczenie relikwiarzy katolickich świętych. W 1539 wszystkie pozostałe w Anglii klasztory zostały rozwiązane, a ich mienie przejęła Korona. W nagrodę za swoją rolę w tych wydarzeniach Tomasz Cromwell został hrabią Essex. Opaci i przeorowie stracili prawo do zasiadania w Izbie Lordów; tylko arcybiskupi i biskupi mogli obejmować kościelną część gremium. Lordowie świeccy po raz pierwszy w historii zyskali przewagę liczebną nad lordami duchownymi, pod jaką to nazwą byli znani członkowie kleru zasiadający w Izbie Lordów.
Nowo powstały Kościół anglikański przejął wiele rozwiązań zarówno z Kościoła katolickiego, jak i od wyznań reformowanych. Zachowano katolicki dogmat o zbawieniu przez Kościół, ale przyjęto również protestancki o zbawieniu przez wiarę. Zachowano dotychczasową hierarchię kościelną, ale głową Kościoła stał się monarcha. Pozostawiono celibat, dziesięcinę i sądy kościelne. Podstawy dogmatyczne nowego kościoła znalazły swój wyraz w Akcie 10 artykułów z 1536. Z biegiem czasu następowało jednak zbliżenie się zarówno dogmatyczne, jak i liturgiczne anglikanizmu do katolicyzmu, w czym swój udział miał król Henryk.

## Późne lata życia
Jedyny syn Henryka, Edward książę Kornwalii, nie był zdrowym dzieckiem. Dlatego też Henryk pragnął ponownie się ożenić, aby zagwarantować sobie męskiego potomka i następcę. Tomasz Cromwell zasugerował Annę Kliwijską, siostrę protestanckiego księcia Kleve, który był postrzegany jako ważny sojusznik w razie katolickiego ataku na Anglię. Hans Holbein młodszy został wysłany do Cleves, aby namalował dla króla portret Anny. Po obejrzeniu wyidealizowanego wizerunku, a także nakłoniony przez pochlebne opinie wypowiadane przez jej dworzan, Henryk zgodził się poślubić Annę. Kiedy przyjechała do Anglii, ponoć uznał ją za wyjątkowo nieatrakcyjną. Mimo to ślub odbył się 6 stycznia 1540.
Wkrótce potem Henryk zapragnął jednak zakończyć małżeństwo, nie tylko z powodów osobistych, ale również politycznych. Książę Kleve wdał się w spór z cesarzem rzymsko-niemieckim, z którym Henryk wolał nie zadzierać. Królowa Anna była wystarczająco inteligentna, aby nie utrudniać Henrykowi dążenia do anulowania małżeństwa. Zeznała, że nie było ono skonsumowane. Małżeństwo zostało następnie unieważnione na podstawie faktu, iż wcześniej Anna obiecana była innemu europejskiemu szlachcicowi. Otrzymała od króla tytuł „drogiej królewskiej siostry” i pierwszeństwo przed wszystkimi damami królestwa (oprócz żony i córek) oraz zamek Hever, wcześniejszą rezydencję rodziny Anny Boleyn. Tomasz Cromwell w tym czasie popadł w niełaskę ze względu na swoją rolę w planowaniu tego związku, został następnie pozbawiony praw i ścięty. Urząd wicekróla ds. duchowych, utworzony specjalnie dla niego, nie został ponownie obsadzony i do dziś pozostaje wolny.
28 lipca 1540 r.– tego samego dnia, kiedy lord Essex został stracony – Henryk poślubił młodziutką Katarzynę Howard, kuzynkę Anny Boleyn. Niedługo po ślubie królowa Katarzyna wplątała się jednak w romans z dworzaninem Thomasem Culpeperem. Zatrudniła też Francisa Derehama – który był z nią wcześniej nieoficjalnie zaręczony i miał z nią przedślubny romans – jako swojego sekretarza. Tomasz Cranmer, będący w opozycji do możnej katolickiej rodziny Howardów, zwrócił królowi uwagę na dowody działalności królowej Katarzyny. Mimo że początkowo Henryk odmówił uznania zarzutów, pozwolił jednak Cranmerowi poprowadzić śledztwo, które zaowocowało wciągnięciem w to samej Katarzyny. Podczas przesłuchania królowa mogła przyznać się do uprzedniej umowy małżeńskiej z Derehamem – co uczyniłoby jej późniejszy ślub z Henrykiem nieważnym – ale zamiast tego zeznała, że Dereham zmusił ją do cudzołóstwa. W międzyczasie Dereham ujawnił związek Katarzyny z Tomaszem Culpeperem.
W grudniu 1541 r. Culpeper i Dereham zostali straceni. Katarzynę skazano nie podczas rozprawy sądowej, ale poprzez Akt Utraty Praw, uchwalony przez parlament. W akcie wyliczano dowody przeciw królowej i Henryk musiałby wysłuchać całego tekstu przed udzieleniem królewskiej zgody. Ponieważ „powtarzanie tak smutnej historii i relacjonowanie tak haniebnego występku” w obecności króla „mogłoby otworzyć ranę już zabliźniającą się w królewskim sercu”, do aktu włączono specjalną klauzulę pozwalającą pełnomocnikom rządowym na udzielenie królewskiej zgody w zastępstwie króla. Taka metoda zatwierdzania dokumentów nie była nigdy wcześniej używana, lecz podczas rządów następców Henryka zastąpiła tradycyjne osobiste uczestnictwo władcy w obradach parlamentu.
Małżeństwo Katarzyny anulowano krótko przed jej egzekucją. Podobnie jak w przypadku Anny Boleyn, Katarzyna Howard nie mogła być winną cudzołóstwa, jeżeli małżeństwo od początku było nieważne. Ponownie argument ten został zignorowany i Katarzyna została stracona 13 lutego 1542 r. mając ok. 18 lat.
Henryk poślubił ostatnią żonę, majętną wdowę Katarzynę Parr w 1543 r. Sprzeczali się o religię; jego pozycje wobec ruchów reformatorskich w Europie pozostawały konserwatywne, ona była natomiast ich zwolenniczką, mimo otrzymanej edukacji katolickiej. Pomogła Henrykowi pojednać się z jego dwiema pierwszymi córkami, lady Marią i lady Elżbietą. W 1544 r. ustawą parlamentu przywrócono im miejsce w linii sukcesji zaraz po Edwardzie, księciu Kornwalii, mimo że wciąż uznawane były za dzieci z nieprawego łoża. Ta sama ustawa pozwalała Henrykowi na ustalanie kolejności dziedziczenia tronu według swojej woli.

## Śmierć i sukcesja
W późnych latach życia Henryk miał dużą nadwagę – w obwodzie brzucha mierzył 137 cm, możliwe jest też, że cierpiał na podagrę. Dość wiarygodna jest teoria, jakoby chorował na syfilis. Jego nadwaga miała początek w wypadku podczas turnieju w 1536 r. Poniesiona wtedy rana na udzie nie tylko uniemożliwiła zażywanie ruchu, ale też stopniowo jątrzyła się i możliwe, że pośrednio doprowadziła do jego śmierci 28 stycznia 1547 r. w pałacu Whitehall. Henryk VIII został pochowany w kaplicy św. Jerzego w Zamku Windsor, obok swojej żony Jane Seymour.
Gdy do łoża śmierci Henryka przybył Cranmer, król nie mógł już mówić. Arcybiskup poprosił, żeby dał w jakiś sposób znak, że umiera w wierze chrześcijańskiej. Henryk uścisnął mu rękę i zmarł.
Na mocy Aktu Sukcesji z 1534 r., koronę odziedziczył Edward, jedyny żyjący syn Henryka, przyjmując imię Edwarda VI. Był on pierwszym protestanckim monarchą rządzącym Anglią – Henryk zadbał, aby kształcono go w duchu protestanckim, ze względu na chęć ugruntowania pozycji swojej dynastii oraz antypapieskiego charakteru reformacji. W tamtej chwili miał tylko 9 lat, nie mógł więc sprawować faktycznej władzy. W testamencie Henryk wyznaczył szesnastu wykonawców, aby służyli jako rada regentów do czasu osiągnięcia przez Edwarda 18 lat. Wykonawcy wybrali Edwarda Seymoura, 1. hrabiego Hertford, starszego brata Jane Seymour, na Lorda Opiekuna Królestwa. Wymagali jednak, aby Lord Hertford „nie czynił żadnej ustawy bez rady i zgody pozostałych współwykonawców”. Mimo to, lord Hertford przejął władzę i został jedynym regentem. Został obalony przez Johna Dudleya, 1. księcia Northumberland, i stracony za zdradę. Książę Northumberland nie objął jednak stanowiska Lorda Opiekuna; zamiast tego, nakłonił Edwarda do ogłoszenia pełnoletniości przed osiągnięciem 18 lat, czym naruszył wolę Henryka.
Na podstawie Aktu Sukcesji z 1544 r. oraz testamentu Henryka VIII, następczynią Edwarda (w razie braku jego potomstwa) miała być córka Henryka i Katarzyny Aragońskiej, Lady Maria. Gdyby Lady Maria nie miała dzieci, jej następczynią miała być córka Anny Boleyn, Lady Elżbieta. I w końcu, gdyby Lady Elżbieta też nie miała dzieci, następcami mieli być potomkowie zmarłej siostry Henryka, Marii Tudor, księżnej Suffolk. Edward VI i jego doradcy mieli jednak inne plany. Leżąc na łożu śmierci, Edward stworzył testament, który stał w sprzeczności z postanowieniami testamentu Henryka. Lady Maria i Lady Elżbieta zostały wyłączone z linii sukcesji jako nieprawowite. Frances Brandon, księżną Suffolk (córkę Marii Tudor, księżnej Suffolk) pominięto, gdyż Edward obawiał się, że jej mąż Henry Grey, 1. książę Suffolk, może żądać korony dla siebie. Edward ostatecznie wybrał lady Jane Grey, córkę księżnej Suffolk i synową potężnego księcia Northumberland. Po śmierci Edwarda w 1553, lady Jane została ogłoszona królową. Według prawa jednak nie mogła dziedziczyć tronu; ustawa parlamentu wyraźnie pozwalała Henrykowi zapisać koronę zgodnie z własną wolą, ale żaden podobny akt nie był uchwalony dla Edwarda. Z takim uzasadnieniem Maria pozbawiła tronu i straciła Jane, biorąc koronę dla siebie.
Kiedy Maria zmarła bezpotomnie w 1558 r., tron objęła jej siostra Elżbieta. Elżbieta I nie miała męża ani nie wyznaczyła dziedzica, powodując kryzys dynastyczny. Nie chcąc dopuścić, aby Szkoci stworzyli dynastię królewską, Elżbieta I nakazała egzekucję Marii, królowej Szkotów, aby nie mogła objąć tronu. Zgodnie z wolą Henryka VIII, następczynią Elżbiety miała być spadkobierczyni Marii Tudor, księżna Suffolk (lady Anna Stanley). Faktycznie jej następcą został jednak Jakub VI, król Szkotów, syn Marii, królowej Szkotów. Był on już wtedy potężnym władcą w Szkocji oraz najbliższym żyjącym krewnym Elżbiety. Dowodził, że jego dziedziczne prawo do tronu jest większe niż ustawowe prawo lady Anny. Jakub był wystarczająco potężny, a jego przeciwnicy słabi – tak więc jego wstąpienie na tron wzbudziło mały opór. Jakub VI przyjął imię Jakuba I, pierwszego króla Anglii z dynastii Stuartów.

## Życie prywatne

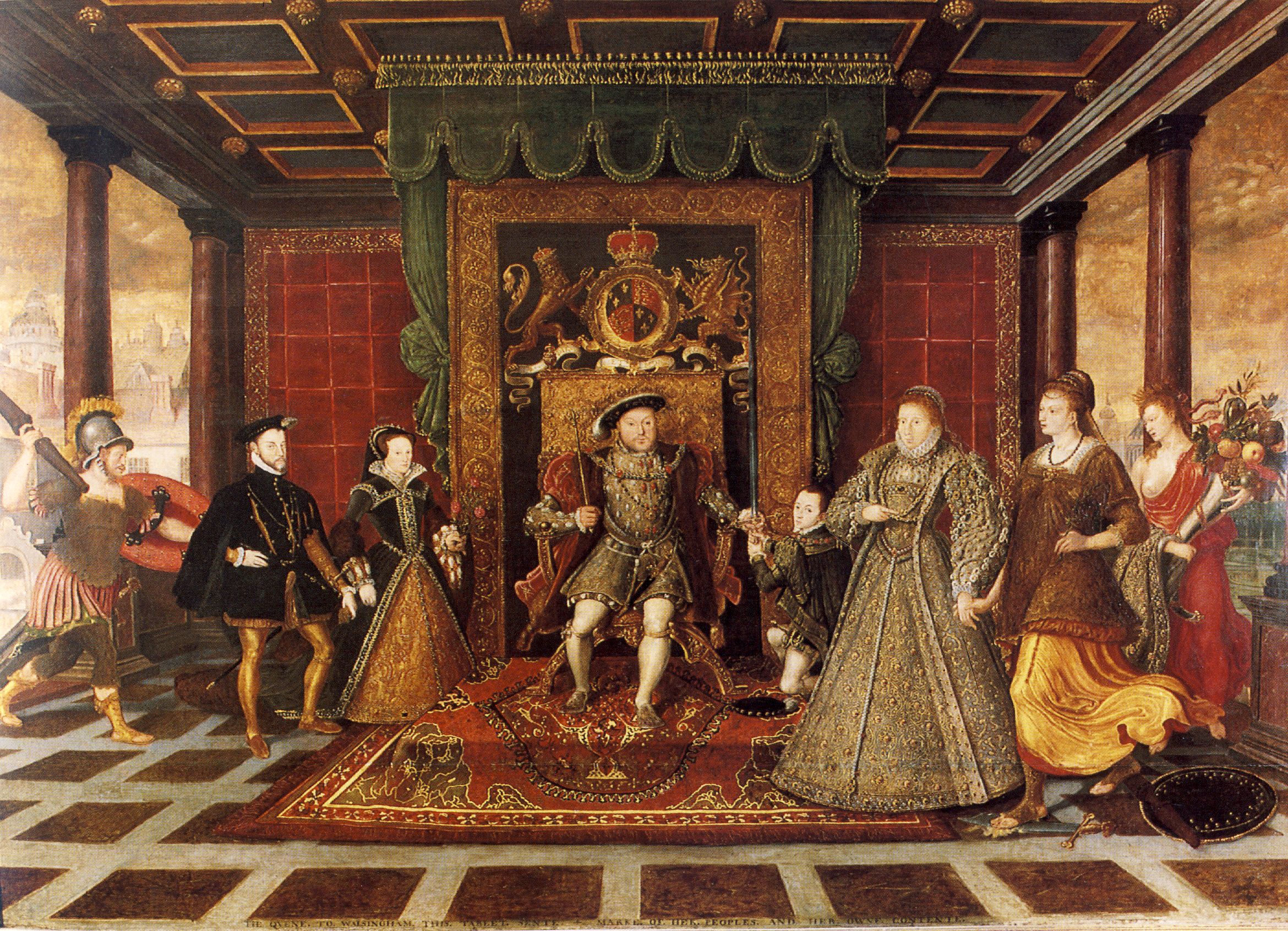
Henryk VIII z rodziną

| Informacje dotyczące żon Henryka VIII | Informacje dotyczące żon Henryka VIII   | Informacje dotyczące żon Henryka VIII                                                    | Informacje dotyczące żon Henryka VIII      | Informacje dotyczące żon Henryka VIII | Informacje dotyczące żon Henryka VIII  |
| Data i miejsce urodzenia              | Pochodzenie (rodzice)                   | Data i miejsce ślubu                                                                     | Data zakończenia związku małżeńskiego      | Data i miejsce zgonu                  | Przyczyna śmierci                      |
| ------------------------------------- | --------------------------------------- | ---------------------------------------------------------------------------------------- | ------------------------------------------ | ------------------------------------- | -------------------------------------- |
| Katarzyna Aragońska                   |                                         |                                                                                          |                                            |                                       |                                        |
| 16 grudnia 1485, Alcalá de Henares    | Ferdynand II Katolicki, król Aragonii   | 11 czerwca 1509, Greenwich                                                               | 23 maja 1533 (unieważniono)                | 7 stycznia 1536, Kimbolton            | jedną z podawanych przyczyn jest rak   |
| 16 grudnia 1485, Alcalá de Henares    | Izabela I Katolicka, królowa Kastylii   | 11 czerwca 1509, Greenwich                                                               | 23 maja 1533 (unieważniono)                | 7 stycznia 1536, Kimbolton            | jedną z podawanych przyczyn jest rak   |
| Anna Boleyn                           |                                         |                                                                                          |                                            |                                       |                                        |

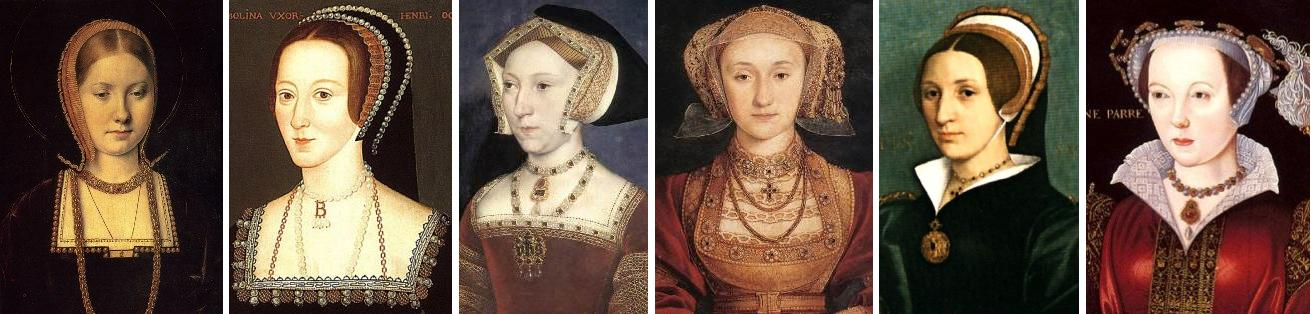
6 żon Henryka VIII

| 1501/07, Blicking lub Hever           | Tomasz Boleyn, 1. hrabia Wiltshire      | 25 stycznia 1533, Londyn (sekretna ceremonia; oficjalnie małżeństwo uznano 28 maja 1533) | 17 maja 1536 (unieważniono)                | 19 maja 1536, Londyn                  | dekapitacja (ścięcie mieczem)          |
| 1501/07, Blicking lub Hever           | lady Elżbieta Howard, księżna Wiltshire | 25 stycznia 1533, Londyn (sekretna ceremonia; oficjalnie małżeństwo uznano 28 maja 1533) | 17 maja 1536 (unieważniono)                | 19 maja 1536, Londyn                  | dekapitacja (ścięcie mieczem)          |
| Jane Seymour                          |                                         |                                                                                          |                                            |                                       |                                        |
| 1508/09, Burbage                      | sir John Seymour                        | 30 maja 1536, Londyn                                                                     | 24 października 1537 (śmierć Jane Seymour) | 24 października 1537, Molesey         | najprawdopodobniej gorączka poporodowa |
| 1508/09, Burbage                      | lady Margaret Wentworth                 | 30 maja 1536, Londyn                                                                     | 24 października 1537 (śmierć Jane Seymour) | 24 października 1537, Molesey         | najprawdopodobniej gorączka poporodowa |
| Anna z Kleve                          |                                         |                                                                                          |                                            |                                       |                                        |
| 22 września 1515, Düsseldorf          | Jan III, książę Kleve                   | 6 stycznia 1540, Greenwich                                                               | 9 lipca 1540 (unieważniono)                | 16 lipca 1557, Chelsea, Londyn        | przypuszczalnie nowotwór               |
| 22 września 1515, Düsseldorf          | Maria von Jülich-Berg                   | 6 stycznia 1540, Greenwich                                                               | 9 lipca 1540 (unieważniono)                | 16 lipca 1557, Chelsea, Londyn        | przypuszczalnie nowotwór               |
| Katarzyna Howard                      |                                         |                                                                                          |                                            |                                       |                                        |
| 1521/1525, Lambeth                    | lord Edmund Howard                      | 28 lipca 1540, Oatlands                                                                  | 23 listopada 1541 (unieważnienie)          | 13 lutego 1542, Londyn                | dekapitacja (ścięcie toporem)          |
| 1521/1525, Lambeth                    | Jocasta „Joyce” Culpeper                | 28 lipca 1540, Oatlands                                                                  | 23 listopada 1541 (unieważnienie)          | 13 lutego 1542, Londyn                | dekapitacja (ścięcie toporem)          |
| Katarzyna Parr                        |                                         |                                                                                          |                                            |                                       |                                        |
| ok. 1512, Kendal lub Blackfriars      | sir Tomasz Parr, lord Kendal            | 12 lipca 1543, Molesey                                                                   | 28 stycznia 1547 (śmierć Henryka VIII)     | 5 września 1548, Cotswold             | gorączka połogowa                      |
| ok. 1512, Kendal lub Blackfriars      | Maud Green                              | 12 lipca 1543, Molesey                                                                   | 28 stycznia 1547 (śmierć Henryka VIII)     | 5 września 1548, Cotswold             | gorączka połogowa                      |

| Informacje dotyczące dzieci Henryka VIII | Informacje dotyczące dzieci Henryka VIII | Informacje dotyczące dzieci Henryka VIII | Informacje dotyczące dzieci Henryka VIII |
| Potomek                                  | Data urodzenia                           | Data śmierci                             | Więcej |
| ---------------------------------------- | ---------------------------------------- | ---------------------------------------- | --- |
| córka                                    | 31 stycznia 1510                         | 31 stycznia 1510                         | urodziła się martwa |
| Henryk, książę Kornwalii                 | 1 stycznia 1511                          | 22 lutego 1511                           | przyczyny śmierci nie są znane |
| Henryk, książę Kornwalii                 | październik 1513                         | październik 1513                         | urodził się martwy lub żył przez kilka godzin                                                                                                |
| Henryk, książę Kornwalii                 | grudzień 1514                            | grudzień 1514                            | żył kilka godzin |
| Maria I Tudor                            | 18 lutego 1516                           | 17 listopada 1558                        | jako jedyne dziecko z tego małżeństwa osiągnęła pełnoletniość; 25 lipca 1554 wyszła za Filipa II Habsburga, lecz nie doczekali się potomstwa |
| córka                                    | 10 listopada 1518                        | 10 listopada 1518                        | poronienie w 8 miesiącu ciąży |
| Henryk FitzRoy                           | 15 czerwca 1519                          | 23 lipca 1536                            | jedyne prawnie uznane nieślubne dziecko króla; jego matką była dwórka Katarzyny Aragońskiej Elżbieta Blount                                  |
| Elżbieta I Tudor                         | 7 września 1533                          | 24 marca 1603                            | nigdy nie wyszła za mąż |
| Henryk, książę Kornwalii                 | sierpień/wrzesień 1534                   | sierpień/wrzesień 1534                   | brak informacji; jego istnienie nie jest pewne                                                                                               |
| syn                                      | 1535                                     | 1535                                     | poronienie |
| dziecko                                  | 29 stycznia 1536                         | 29 stycznia 1536                         | domniemano, że był to syn; Anna Boleyn nie donosiła ciąży – poroniła, będąc w 4 miesiącu                                                     |
| dziecko                                  | 25 grudnia 1536                          | 25 grudnia 1536                          | poronienie |
| Edward VI Tudor                          | 12 października 1537                     | 6 lipca 1553                             | nigdy się nie ożenił |
| dziecko                                  | 1541                                     | 1541                                     | poronienie |

## Wywód przodków
|  |                                                          |  |  |  |  |  |  |  |  | 8. Owen Tudor (1400–1461) |  |  |  |
|  |                                                          |  |  |  |  |  |  |  |  |                           |  |  |  |
|  |                                                          |  |  |  |  |  |  |  |  |                           |  |  |  |
|  |                                                          |  |  |  |  |  |  |  |  |                           |  |  |  |
|  | 4. Edmund Tudor (ok. 1430–1456), 1. hrabia Richmond      |  |  |  |  |  |  |  |  |                           |  |  |  |
|  |                                                          |  |  |  |  |  |  |  |  |                           |  |  |  |
|  |                                                          |  |  |  |  |  |  |  |  |                           |  |  |  |
|  |                                                          |  |  |  |  |  |  |  |  |                           |  |  |  |
|  | 9. Katarzyna de Valois (1401–1437)                       |  |  |  |  |  |  |  |  |                           |  |  |  |
|  |                                                          |  |  |  |  |  |  |  |  |                           |  |  |  |
|  |                                                          |  |  |  |  |  |  |  |  |                           |  |  |  |
|  |                                                          |  |  |  |  |  |  |  |  |                           |  |  |  |
|  | 2. Henryk VII Tudor (1457–1509), król Anglii             |  |  |  |  |  |  |  |  |                           |  |  |  |
|  |                                                          |  |  |  |  |  |  |  |  |                           |  |  |  |
|  |                                                          |  |  |  |  |  |  |  |  |                           |  |  |  |
|  |                                                          |  |  |  |  |  |  |  |  |                           |  |  |  |
|  | 10. Jan Beaufort, 1. książę Somerset (1404–1444)         |  |  |  |  |  |  |  |  |                           |  |  |  |
|  |                                                          |  |  |  |  |  |  |  |  |                           |  |  |  |
|  |                                                          |  |  |  |  |  |  |  |  |                           |  |  |  |
|  |                                                          |  |  |  |  |  |  |  |  |                           |  |  |  |
|  | 5. Małgorzata Beaufort (1443–1509)                       |  |  |  |  |  |  |  |  |                           |  |  |  |
|  |                                                          |  |  |  |  |  |  |  |  |                           |  |  |  |
|  |                                                          |  |  |  |  |  |  |  |  |                           |  |  |  |
|  |                                                          |  |  |  |  |  |  |  |  |                           |  |  |  |
|  | 11. Małgorzata Beauchamp (ok. 1410–1482)                 |  |  |  |  |  |  |  |  |                           |  |  |  |
|  |                                                          |  |  |  |  |  |  |  |  |                           |  |  |  |
|  |                                                          |  |  |  |  |  |  |  |  |                           |  |  |  |
|  |                                                          |  |  |  |  |  |  |  |  |                           |  |  |  |
|  | 1. Henryk VIII Tudor                                     |  |  |  |  |  |  |  |  |                           |  |  |  |
|  |                                                          |  |  |  |  |  |  |  |  |                           |  |  |  |
|  |                                                          |  |  |  |  |  |  |  |  |                           |  |  |  |
|  |                                                          |  |  |  |  |  |  |  |  |                           |  |  |  |
|  | 12. Ryszard Plantagenet, 3. książę Yorku (1411–1460)     |  |  |  |  |  |  |  |  |                           |  |  |  |
|  |                                                          |  |  |  |  |  |  |  |  |                           |  |  |  |
|  |                                                          |  |  |  |  |  |  |  |  |                           |  |  |  |
|  |                                                          |  |  |  |  |  |  |  |  |                           |  |  |  |
|  | 6. Edward IV York (1442–1483) książę Yorku i król Anglii |  |  |  |  |  |  |  |  |                           |  |  |  |
|  |                                                          |  |  |  |  |  |  |  |  |                           |  |  |  |
|  |                                                          |  |  |  |  |  |  |  |  |                           |  |  |  |
|  |                                                          |  |  |  |  |  |  |  |  |                           |  |  |  |
|  | 13. Cecylia Neville (1415–1495)                          |  |  |  |  |  |  |  |  |                           |  |  |  |
|  |                                                          |  |  |  |  |  |  |  |  |                           |  |  |  |
|  |                                                          |  |  |  |  |  |  |  |  |                           |  |  |  |
|  |                                                          |  |  |  |  |  |  |  |  |                           |  |  |  |
|  | 3. Elżbieta York (1465–1503)                             |  |  |  |  |  |  |  |  |                           |  |  |  |
|  |                                                          |  |  |  |  |  |  |  |  |                           |  |  |  |
|  |                                                          |  |  |  |  |  |  |  |  |                           |  |  |  |
|  |                                                          |  |  |  |  |  |  |  |  |                           |  |  |  |
|  | 14. Richard Woodville, 1. hrabia Rivers (ok. 1405–1469)  |  |  |  |  |  |  |  |  |                           |  |  |  |
|  |                                                          |  |  |  |  |  |  |  |  |                           |  |  |  |
|  |                                                          |  |  |  |  |  |  |  |  |                           |  |  |  |
|  |                                                          |  |  |  |  |  |  |  |  |                           |  |  |  |
|  | 7. Elżbieta Woodville (ok. 1437–1492)                    |  |  |  |  |  |  |  |  |                           |  |  |  |
|  |                                                          |  |  |  |  |  |  |  |  |                           |  |  |  |
|  |                                                          |  |  |  |  |  |  |  |  |                           |  |  |  |
|  |                                                          |  |  |  |  |  |  |  |  |                           |  |  |  |
|  | 15. Jakobina Luksemburska (1415/1416–1472)               |  |  |  |  |  |  |  |  |                           |  |  |  |
|  |                                                          |  |  |  |  |  |  |  |  |                           |  |  |  |
|  |                                                          |  |  |  |  |  |  |  |  |                           |  |  |  |

## Henryk VIII w kulturze

### Literatura
- William Szekspir Henryk VIII
- Robert Bolt A Man for All Seasons
- Antonia Fraser Sześć żon Henryka VIII
- David Starkey Cnotliwy książę
- Philippa Gregory The other Boleyn girl
- Philippa Gregory The Boleyn inheritance
- Hilary Mantel W komnatach Wolf Hall
- Hilary Mantel Na szafocie

### Film
- „Prywatne życie Henryka VIII” (The Private Life of Henry VIII) z 1933 w reż. Alexandra Kordy. W roli Henryka wystąpił Charles Laughton
- „Oto jest głowa zdrajcy” (A Man for All Seasons) z 1966 w reż. Freda Zinnermanna. W roli Henryka wystąpił Robert Shaw
- „Anna tysiąca dni” (Anne of the Thousand Days) z 1969 w reż. Charlesa Jarrota. W roli Henryka wystąpił Richard Burton
- „Henryku do dzieła” (Carry on Henry) z 1971 r. w reż. Geralda Thomasa. W roli Henryka wystąpił Sidney James.
- „6 żon Henryka VIII” (Henry VIII and His Six Wives), serial z 1972 w reż. Warisa Husseina. W roli Henryka wystąpił Keith Michell
- „A Man for All Seasons” z 1988 w reż. Charltona Hestona. W roli Henryka wystąpił Martin Chamberlain
- „Henryk VIII” (Henry VIII) z 2003 w reż. Pete’a Travisa. W roli Henryka wystąpił Ray Winstone
- „Dynastia Tudorów” (The Tudors), serial z 2007 w reż. Charlesa McDougalla. W roli Henryka wystąpił Jonathan Rhys Meyers
- „Kochanice króla” (The other Boleyn girl) z 2008 w reż. Justina Chadwicka. W roli Henryka wystąpił Eric Bana.
- Horrible Histories, serial z 2009−2013. W roli Henryka wystąpił Ben Willbond.
- „Hiszpańska księżniczka” (The Spanish Princess), serial z 2019. W roli Henryka wystąpił Ruari O’Connor.

### Opera
- Gaetano Donizetti – Anna Boleyn, premiera – 1830, Mediolan, Teatro Carcano

### Rock progresywny
- Rick Wakeman, album „The Six Wives of Henry VIII” (Morgan and Trident Studios, 1973)

### Teatr
- SIX: The Musical (Toby Marlow oraz Lucy Moss, 2017)[7]